# П. К. Яворов (1929 – 1943)
„П. К. Яворов“ е български вестник, възпоменателен лист, излизал от 1929 до 1943 година.
Вестникът излиза в три броя по повод 15-ата, 25-ата и 30-годишнината от смъртта на поета и ревлюционер от ВМОРО Пейо Яворов. Първият брой и третият брой излизат през октомври 1929 и октомври 1943 годин в Кюстендил. Редактор е Христо Зографов. Печатан е в печатниците „Труд“ и „Зора“ в 1000 броя. Публикува произведения на Яворов.
Вторият брой излиза на 29 октомври 1939 година в София, под редакцията на Михаил Арнаудов. Печата се в Придворната печатница в 3000 тираж. Сред сътрудниците са Владимир Василев, Ганка Н. Найденова, Димитър Б. Митов, Георги Константинов, Руси Русев и Цветан Минков.